# El círculo (novela)
El círculo es una novela de ciencia ficción de Dave Eggers publicada por McSweeney's en octubre de 2013.

## Reseña
El libro es una mirada al próximo futuro del mundo digital omnipresente e invasivo para las personas. El libro cuenta con la ilustración de portada de Jessica Hisch. Los protagonistas son: Mae Holland, Bailey, Annie, Mercer y Kalden. El libro es una distopía terriblemente cercana a un clásico del futuro. Donde los protagonistas le dan a empresas y gobierno acceso libre a todos sus datos privados y la información que generamos a cada minuto. Es descrito por la crítica como un libro que no impresiona sino que asusta.
Se ha resaltado en muchos sitios las semejanzas de esta novela con grandes clásicos como 1984 o Un mundo feliz.
El libro ha sido traducido a varios idiomas como alemán y español. La traducción al español es por José Calvo.

## Adaptación
En 2016 se realizó la adaptación cinematográfica El círculo, con Emma Watson como Mae Holland y Tom Hanks como Bailey, cuyo estreno tuvo lugar en el mes de abril del 2017.